# Ăn năn
Hối cải hoặc Ăn năn là sự thay đổi trong tư tưởng và hành động nhằm chỉnh sửa sự sai trái để được tha thứ. Trong nội hàm tôn giáo, hối cải thường được xem là sự xưng tội trước Thiên Chúa, từ bỏ tội lỗi phản nghịch Ngài, và dứt khoát theo đuổi nếp sống mới phù hợp với lề luật tôn giáo. Hối cải bao hàm sự xưng nhận tội lỗi, cam kết hoặc quyết tâm không tái phạm, và nỗ lực bồi thường thiệt hại.
Trong Kinh Thánh Cựu Ước, ý niệm về sự hối cải được miêu tả bằng hai từ: שוב shuv (quay trở lại) và נחם nicham (thống hối).
Trong Kinh Thánh Tân Ước, hối cải có nguyên ngữ từ Hi văn metanoia, đây là một từ kép cấu thành bởi giới từ meta (sau, với) và động từ noeo (thấu hiểu, suy nghĩ; kết quả của sự thấu hiểu hoặc nhận thức). Trong từ kép này, giới từ bao hàm hai ý nghĩa về thời gian và sự thay đổi, có thể biểu thị là "sau đó" và "khác biệt"; như thế toàn bộ từ kép này có nghĩa là 'về sau suy nghĩ hoàn toàn khác' Có thể nói metanoia ngụ ý một sự thay đổi triệt để trong tư duy; một sự hoán cải trong nhận thức đi đôi với lòng ân hận sâu sắc và sự thay đổi trong lối sống, cũng có nghĩa là "sự thay đổi tấm lòng và tâm trí" hoặc "sự thay đổi nhận thức". Một trong những miêu tả sinh động nhất về lòng hối cải được ký thuật trong Tân Ước là dụ ngôn Đứa con hoang đàng ghi chép trong Phúc âm Lu-ca chương 15 khởi đầu từ câu 11.

## Kinh Thánh Hêbrơ
Theo Kinh Thánh Hêbrơ (Cựu Ước), sự hối cải dẫn đến sự cứu rỗi. Trong một số trường hợp, nhờ ăn năn tội lỗi của mình mà các cá nhân hoặc một dân tộc được tránh khỏi sự trừng phạt của Thiên Chúa. Trong tiếng Hebrew, từ teshuvah (nghĩa là quay trở lại) được dùng để chỉ sự hối cải, ngụ ý rằng tội lỗi là hậu quả tất yếu của sự lầm lạc khi con người từ bỏ Thiên Chúa và luật pháp của ngài, mà con người được tạo dựng để ở với Chúa và tuân phục ngài.
Kinh Torah (Ngũ kinh Moses) phân biệt giữa tội phạm với Chúa và tội phạm với người. Trong trường hợp thứ nhất, sự ăn năn gồm có: 
- Xưng nhận tội lỗi trước Thiên Chúa,[2] hành động này biểu thị một lời cam kết long trọng và một quyết tâm không tái phạm.
- Dâng tế lễ chuộc tội theo luật định.[3]

Nếu là tội phạm với người thì ngoài việc xưng tội và dâng tế lễ còn phải bồi thường đầy đủ thiệt hại và thêm một phần năm giá trị thiệt hại. Nếu người bị hại đã mất, người thừa kế sẽ nhận sự bồi thường; còn nếu người bị hại không có người thừa kế, của bồi hoàn sẽ được giao cho thầy tế lễ là người dâng tế lễ chuộc tội cho người phạm tội.
Có những cách thức khác nhau bày tỏ sự hối cải được ghi lại trong Cựu Ước như đổ nước, hành động này biểu trưng cho sự tuôn đổ tấm lòng trước Thiên Chúa; cầu nguyện, kiêng ăn, quấn mình trong bao, và nằm đất. Tuy nhiên, các tiên tri cũng cảnh báo rằng chỉ chăm chú thực hành các nghi thức ăn năn mà không có sự thay đổi triệt để trong tư tưởng và hành động thì chẳng ích gì. Tiên tri Ê-sai nói, "Kẻ ác khá bỏ đường mình, người bất nghĩa khá bỏ các ý tưởng; hãy trở lại cùng Chúa, Ngài sẽ thương xót cho, hãy đến cùng Thiên Chúa chúng ta, vì Ngài tha thứ dồi dào."

## Cơ Đốc giáo

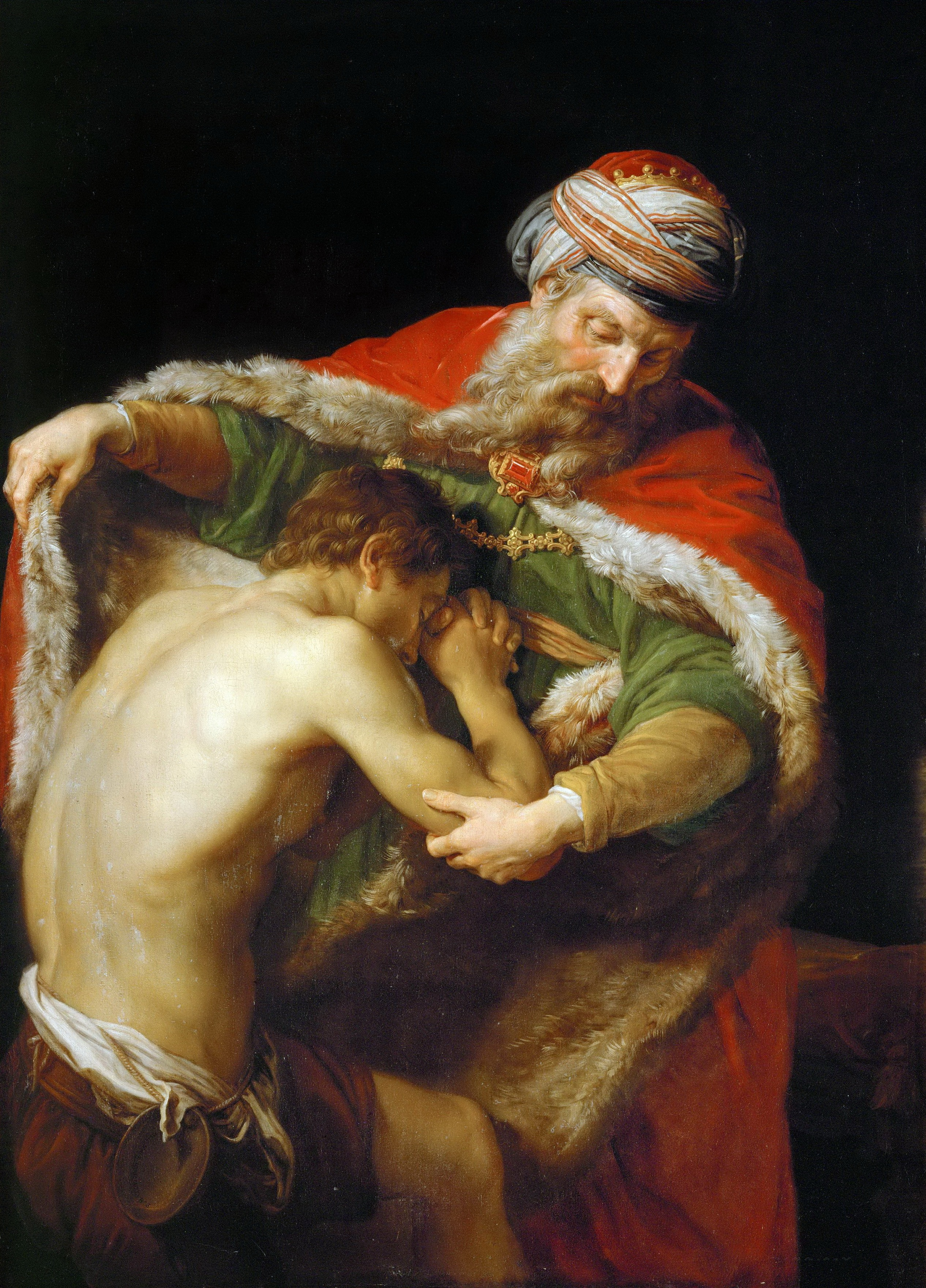
Đứa con hoang đàng trở về, một thí dụ sinh động về lòng hối cải.

Giáo lý hối cải giữ vị trí nổi bật trong Kinh Thánh. Có thể nhìn thấy điều này trong những miêu tả về sự ăn năn trong Cựu Ước. Trong Tân Ước, Giăng Báp-tít (Thánh Gioan Tẩy Giả) và Chúa Giê-xu đều khởi đầu chức vụ với thông điệp kêu gọi hối cải. Sứ đồ Peter (Phê-rô hoặc Phi-e-rơ) đã nhấn mạnh đến sự hối cải trong bài thuyết giáo của ông trong ngày Lễ Ngũ Tuần đầu tiên. Trong bài giảng tại Cửa Đẹp của Đền thờ, Peter kêu gọi "ăn năn và quay trở lại, đặng cho tội lỗi mình được xóa đi".
Khi Chúa Giê-xu sai phái các môn đồ đi ra để công bố phúc âm, ngài yêu cầu họ phải rao giảng sự hối cải. Thông điệp kêu gọi hối cải cũng được tìm thấy trong Tân Ước qua lời giảng của Peter, và của Phao-lô. Thiên Chúa muốn mọi người hối cải. Thật vậy, nếu không chịu lắng nghe lời kêu gọi hối cải từ Thiên Chúa, con người chắc chắn bị hư mất đời đời.
Khi rao giảng phúc âm cho đồng bào mình, Peter nhiều lần nhắc đến sự ăn năn, được ký thuật trong phần đầu của sách Công vụ các Sứ đồ, biểu thị nhu cầu khẩn thiết của lòng hối cải đối với bất kỳ ai muốn được dự phần vào sự cứu chuộc của Chúa Giê-xu qua cái chết của ngài trên thập tự giá. Phao-lô nhấn mạnh đến sự thay đổi triệt để xảy ra trong lòng những người "quay về với Thiên Chúa chân thật và hằng sống". Phao-lô đã quở trách nặng nề một tân tín hữu (Simon thầy phù thủy) khi cảnh cáo rằng người này có thể bị rơi vào sự hủy diệt đời đời nếu không chịu hối cải.
Isaac xứ Syria đã nói, "Cuộc đời này được ban cho bạn để bạn ăn năn. Chớ phí nó cho những mục đích phù du."

## Bản chất của sự Hối cải
Có ba yếu tố liên quan đến sự hối cải thật:

### Chạm đến Trí tuệ
Một dụ ngôn của Chúa Giê-xu được chép trong Phúc âm Matthew 21:29 kể chuyện người cha bảo người con thứ nhất ra vườn làm việc, người này thưa vâng nhưng không đi; "đoạn, người cha đi đến đứa thứ hai, cũng bảo như vậy, người con này thưa rằng: Tôi không muốn đi. Nhưng sau ăn năn, rồi đi". Sự hối cải ở đây biểu thị một sự thay đổi trong tâm trí, suy nghĩ, mục đích, quan niệm của một người liên quan đến một vấn đề. Sự thay đổi này được minh họa sống động qua hành động của Người con trai hoang đàng, cũng như thái độ của người thu thuế trong dụ ngôn Người Pharisee và Người Thu thuế.

### Chạm đến Cảm xúc
2Cor. 7: 9,10 chép "Nay tôi lại mừng, không phải mừng về sự anh em đã phải buồn rầu, song mừng về sự buồn rầu làm cho anh em sanh lòng hối cải. Thật, anh em đã buồn rầu theo ý Thiên Chúa... Vì sự buồn rầu theo ý Thiên Chúa sanh ra sự hối cải, và sự hối cải dẫn đến sự rỗi linh hồn". Trong Hi văn từ hối cải ở đây ngụ ý một sự quan tâm kéo dài dành cho một cá nhân, một sự chăm sóc ân cần và bền bỉ. Điều này có nghĩa là một người có lòng ăn năn không chỉ thực sự hối tiếc về tội lỗi trong quá khứ mà còn có niềm hi vọng đầy trọn trong ân điển của Thiên Chúa để có thể được chữa lành và hòa giải cách trọn vẹn với chính mình, với người khác, và nhất là với Thiên Chúa.
Tương tự, từ hối cải trong tiếng Hebrew diễn tả một hành động dứt khoát, than thở hoặc khóc lóc. Vì vậy, người thu thuế khi bộc lộ nỗi thống khổ của mình đã đấm ngực mà cầu nguyện với Chúa, "Lạy Thiên Chúa, xin thương xót tôi, vì tôi là kẻ có tội!"

### Chạm đến Ý chí
Một trong những thuật từ trong tiếng Hebrew miêu tả sự hối cải mang ý nghĩa "quay trở lại". Người con trai hoang đàng thốt lên, "Ta sẽ đứng dậy, trở về cùng cha...rồi nó bèn đứng dậy."

## Kết quả của sự Hối cải
Sự hối cải khi chạm đến ý chí sẽ dẫn đến những hành động dứt khoát và tiên quyết như sau:

### Xưng nhận Tội lỗi trước mặt Thiên Chúa
Thi thiên (Thánh vịnh) 38:18 chép, "Vì tôi sẽ xưng gian ác tôi ra, Tôi buồn rầu vì tội lỗi tôi". Người thu thuế đấm ngực mà rằng, "Lạy Thiên Chúa, xin thương xót tôi, vì tôi là kẻ có tội." Còn đứa con hoang đàng thì nói, "Tôi đã phạm tội với trời."
Cũng cần xưng nhận tội với người mình đã phạm.

### Từ bỏ Tội lỗi
Isaiah 55:7 chép, "Kẻ ác khá bỏ đường mình, người bất nghĩa nghĩa khá bỏ các ý tưởng; hãy trở lại cùng Đức Giê-hô-va, Ngài sẽ thương xót cho, hãy đến cùng Thiên Chúa chúng ta, vì Ngài tha thứ dồi dào", Châm ngôn 28:13, "Người nào giấu tội lỗi mình sẽ không được may mắn; Nhưng ai xưng nó ra và lìa bỏ nó sẽ được thương xót"; và Phúc âm Mátthêu 3:8-10 "Vậy các ngươi hãy kết quả xứng đáng với sự ăn năn... búa đã để kề rễ cây; hễ cây nào không sinh trái tốt thì phải đốn và chụm".

### Quay về với Thiên Chúa
Chỉ quay lưng với tội lỗi là chưa đủ, chúng ta cần phải quay trở lại với Thiên Chúa như đã chép trong 1 Thessalonians 1:9, "Anh em... đã trở lại cùng Thiên Chúa, từ bỏ hình tượng đặng thờ Thiên Chúa hằng sống và chân thật", và Công vụ các Sứ đồ 26:18, "đặng mở mắt họ hầu cho họ từ tối tăm mà qua sáng láng, từ quyền lực của Satan mà đến với Thiên Chúa".

## Làm thế nào để hối cải

### Lòng hối cải là sự ban cho từ Thiên Chúa
Theo quan điểm Cơ Đốc, hối cải không có nghĩa là nỗ lực giành lấy sự tha thứ của Thiên Chúa; đúng hơn sự tha tội là món quà của Thiên Chúa dành cho người được cứu rỗi như đã chép "Vậy Thiên Chúa cũng đã ban sự ăn năn cho người ngoại để họ được sự sống!" và "Thiên Chúa ban cho họ sự ăn năn để nhìn biết lẽ thật."
Như thế, theo đức tin của tín hữu Cơ Đốc, chúng ta được kêu gọi ăn năn để có thể cảm nhận sự bất lực của mình, do đó nhận biết sự phụ thuộc hoàn toàn vào Thiên Chúa và nài xin Ngài thực hiện công việc của ân điển trong lòng chúng ta. Nhiều giáo phụ đã nhắc đến sự hối cải như là "ân tứ ăn năn" hoặc "ân tứ của sự than khóc".
Do lắng nghe Phúc âm, mọi người được kêu gọi đến sự ăn năn. Sự hối cải được ban cho mỗi cá nhân khi họ đáp ứng bằng đức tin tiếp nhận sự chết hi sinh của Chúa Giê-xu vì mọi tội lỗi của họ. "Như vậy, đức tin đến bởi người ta nghe, mà người ta nghe, là khi lời của Chúa Cơ Đốc được rao giảng"
Sự hối cải là điều kiện tiên quyết. Không ai có thể trải nghiệm sự thay đổi thật trong đời sống nếu người ấy trước tiên không chịu hối cải. Vì lý do này mà sự hối cải là trải nghiệm cần có trước khi nhận các thánh lễ như Báp têm và Tiệc Thánh – là những thánh lễ tưởng niệm sự chết chuộc tội cùng sự phục sinh của Chúa Giê-xu và sự tẩy sạch tội lỗi.